# Adršpach
Adršpach (en allemand : Adersbach) est une commune du district de Náchod, dans la région de Hradec Králové, en Tchéquie. Sa population s'élevait à 468 habitants en 2022.

## Géographie
Adršpach se trouve près de la frontière avec la Pologne, à 23 km au sud-ouest de Wałbrzych (Pologne), à 25 km au nord de Náchod, à 50 km au nord-est de Hradec Králové et à 132 km au nord-est de Prague.
La commune est limitée au nord et à l'est par Teplice nad Metují, au sud par Jívka, au sud-ouest par Chvaleč et à l'ouest par la Pologne.

## Histoire
Adersbach a probablement vu le jour au XIIIe siècle dans le cadre de la colonisation du pays de Braunau. Le château du même nom est mentionné pour la première fois en 1348 et était en 1354 la propriété de Hanuš de Dubá sur Adersbach. Les descendants de ce dernier construisirent un château non loin du château détruit par les Silésiens après les guerres hussites en tant que repaire de brigands. En 1534, Pierre de Dubá vendit Adersbach et les districts de Rýzmburk et de Skály à Jean de Pernstein, qui avait hérité la même année de la seigneurie de Nachod de son frère Vojtěch de Pernstein. En 1543, il vendit les seigneuries de Skalý et de Rýzmburk et, un an plus tard, l'ensemble de la seigneurie de Nachod aux Smiřický de Smiřice. La même année, Adersbach fut divisé en deux villages : Niederadersbach et Oberadersbach. En 1577, il était la propriété d'Adam Bohdanecký de Hodkov, qui fit transformer le fort en un château Renaissance entre 1577 et 1580. Après plusieurs changements de propriétaires, Adersbach passa aux mains de Johann Nádherný, dont les descendants sont restés propriétaires du château jusqu'en 1948.
Après la suppression des seigneuries patrimoniales, Adersbach a été rattaché à l'administration du district de Braunau. Depuis le XIXe siècle, elle devint un site d'excursion très apprécié en raison des ensembles de rochers voisins. Goethe la visita en 1790.
Après les accords de Munich, en 1938, les communes de Nieder Adersbach et Ober Adersbach, majoritairement peuplées d'Allemands, furent rattachées au Reich allemand et furent rattachées au district de Braunau jusqu'en 1945. En 1945 et 1946, à la suite des décrets Benes, les habitants allemands furent expulsés. La population diminua nettement. Le dernier propriétaire du château fut Constantin von Nádherny, qui fut exproprié après la prise de pouvoir par les communistes en 1948 et émigra en Autriche. En 1949, Dolní Adršpach et Horní Adršpach furent réunis pour former la commune d'Adršpach. Entre 1976 et 1990, Adršpach fut rattachée à Teplice nad Metují.

## Administration
La commune se compose de deux quartiers :
- Dolní Adršpach (Haut Adršpach)
- Horní Adršpach (Bas Adršpach).

## Tourisme
La localité est connue pour les rochers d'Adršpach.

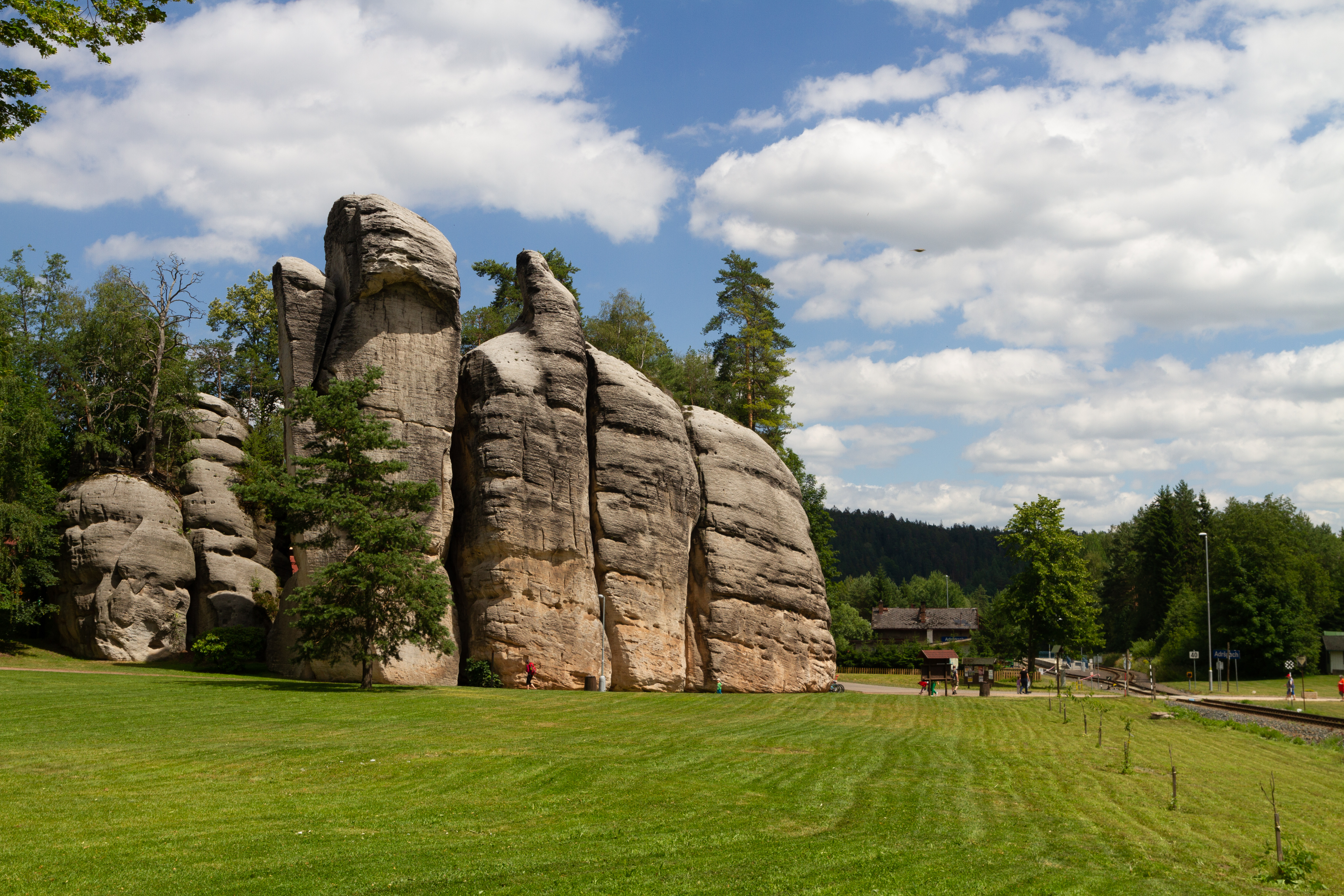
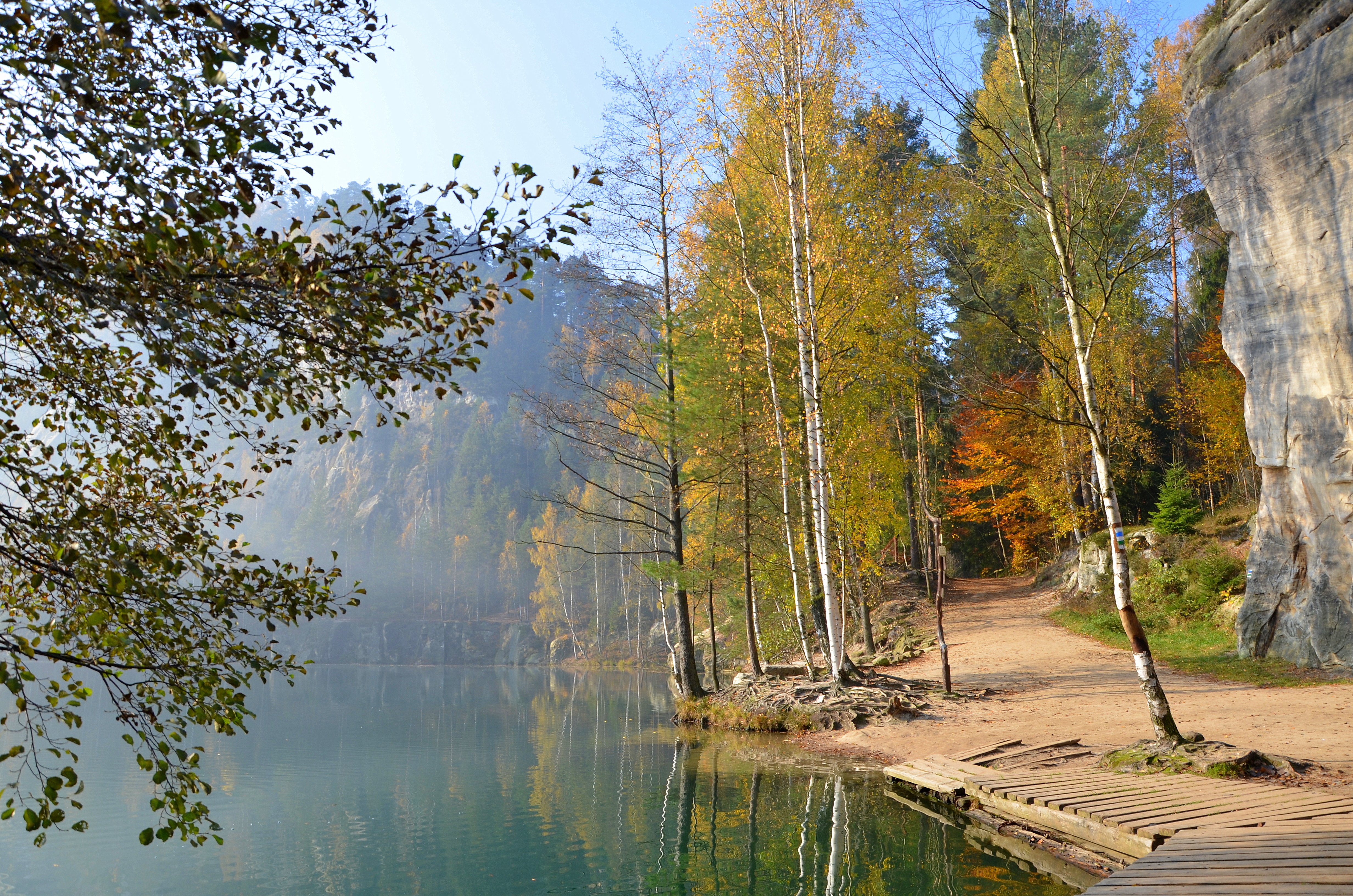

## Transports
Par la route, Adršpach se trouve à 18 km de Trutnov, à 31 km de Náchod, à 68 km de Hradec Králové et à 170 km de Prague.